# (21455) Mcfarland
(21455) Mcfarland (1998 HH41) – planetoida z pasa głównego asteroid okrążająca Słońce w ciągu 4,16 lat w średniej odległości 2,58 j.a. Odkryta 20 kwietnia 1998 roku.